# Gordon Oakes
Gordon James Oakes (ur. 22 czerwca 1931, zm. 14 sierpnia 2005) – brytyjski polityk Partii Pracy, deputowany Izby Gmin.

## Działalność polityczna
W okresie od 15 października 1964 do 18 czerwca 1970 reprezentował okręg wyborczy Bolton West, od 23 września 1971 do 9 czerwca 1983 okręg wyborczy Widnes a od 9 czerwca 1983 do 1 maja 1997 reprezentował okręg wyborczy Halton w brytyjskiej Izbie Gmin.